# طبل نحاسي
 الطبل النحاسي  أو  ستيل بان  أو آلة الضرب النحاسية التي يتم العزف عليها ضمن فرقة موسيقية أو أوركسترا، هي آلة موسيقية نشأت في ترينداد وتوباغو، يطلق على العازف عليها اسم البانيست.
الطبل المعدني الحالي مصنوع من الحديد بسعة 55 جالون، وتضاف إلى الحديد بعض المواد الكيميائية عند التصنيع.
يتكون الطبل المعدني من الحديد المسمى بحديد الستيل بان، وينتمي إلى عائلة الإيديوفونات ضمن الآلات الموسيقية، وهو الآلة الموسيقية الوحيدة التي يتم العزف عليها على المقياس الموسيقي الفيتاغورسي الرابع والخامس معاً.